# Serra Espina
|  | Per a altres significats, vegeu «Serra Espina (Mont-ros)». |

|  | No s'ha de confondre amb serra de l'Espina. |

La serra Espina o de Pina és una alineació muntanyosa entre les comarques valencianes de l'Alt Millars i l'Alt Palància. Amb orientació ibèrica (de nord-oest a sud-est), forma una continuació muntanyenca amb la serra d'Espadà al sud-est. Al nord-oest hi ha la fosa de Sarrión (a la província de Terol), al sud el Pla de Barraques i al nord el riu Millars.

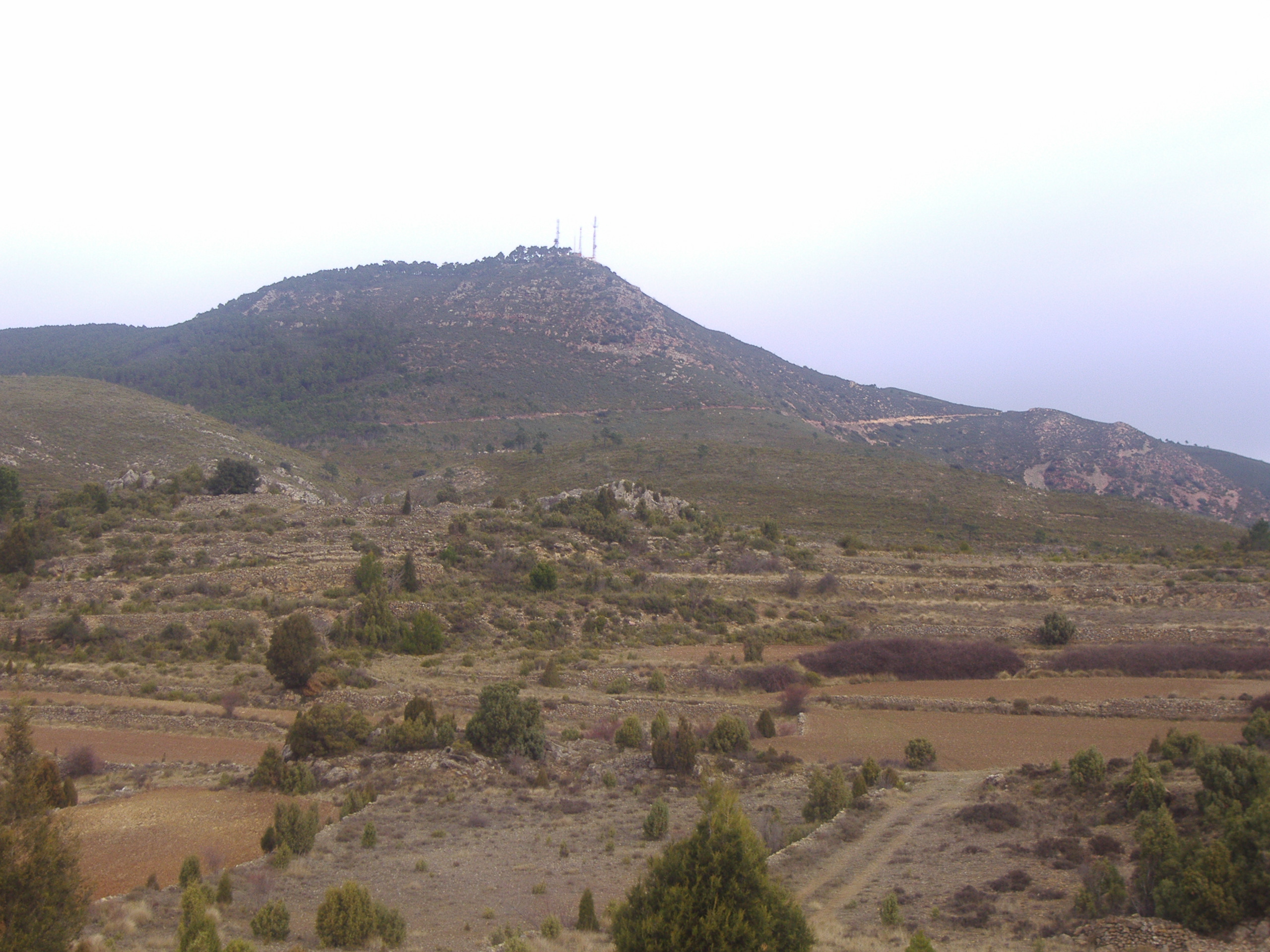
Pic Espina o Santa Bàrbara.

Està envoltada pels municipis de Barraques, Caudiel, Benafer, Pina (Alt Palància), Montant, les Fonts d'Aiòder, Vilanova de la Reina (Alt Millars) i San Agustín (Terol).
S'allarga uns 10 quilòmetres d'est a oest assolint una altura màxima de 1.405 metres s.n.m. al pic de Santa Bàrbara (també anomena Pina i que suposa la segona altura de la província de Castelló) o el Cerdaña (1.229 m) el Pico del Buitre (1.158 m), las Palomas (1.155) o la Tejavana (1.074).